# Rebecca Romero
Rebecca Jayne Romero (ur. 24 stycznia 1980 w Carshalton) – brytyjska wioślarka, kolarka torowa i szosowa. Dwukrotna medalistka olimpijska.

## Kariera
Jej matka jest Angielką, ojciec Hiszpanem. W wieku 17 lat rozpoczęła treningi wioślarskie. Odnosiła sukcesy w rywalizacji juniorskiej, wśród seniorów największym był srebrny medal w czwórce na igrzyskach olimpijskich w Atenach w 2004 roku oraz tytuł mistrzyni świata w tej samej konkurencji w następnym roku. W 2006 roku zmuszona była zrezygnować z wioślarstwa z powodu kontuzji pleców i postanowiła zająć się kolarstwem. Wkrótce zaczęła odnosić sukcesy nie tylko na arenie krajowej. W 2007 zajęła drugie miejsce w indywidualnym wyścigu na dochodzenie na mistrzostwach świata w Palma de Mallorca, ulegając tylko Sarze Hammer ze Stanów Zjednoczonych. Rok później, podczas mistrzostw świata w Manchesterze zdobyła złote medale w tej konkurencji zarówno indywidualnie jak i drużynowo. Ponadto indywidualnie najlepsza była także na igrzyskach w Pekinie, bezpośrednio wyprzedzając swą rodaczkę Wendy Houvenaghel i Ukrainkę Łesię Kałytowśką. Jako pierwsza brytyjska sportsmenka zdobyła olimpijskie medale w dwóch różnych dyscyplinach.

## Starty olimpijskie (medale)
Ateny 2004
- wioślarstwo: czwórka podwójna -  srebro

Pekin 2008
- kolarstwo: 3 km na dochodzenie -  złoto